# Atributo (computação)
Os Atributos em Programação Orientada a Objetos são os elementos que definem a estrutura de uma classe. Os atributos também são conhecidos como variáveis de classe, e podem ser divididos em dois tipos básicos: atributos de instância e de classe. 
Os valores dos atributos de instância determinam o estado de cada objeto. Um atributo de classe possui um estado que é compartilhado por todos os objetos de uma classe. Atributos de classe podem ser chamados também de atributos estáticos  ou dinâmicos. Constantes são considerados atributos de classe quando estão fora de qualquer método.
As mensagens enviadas a um objeto (chamada de um método) podem mudar o valor de um ou mais atributos, alterando o estado de um objeto.
Um atributo é um dado para o qual cada objecto tem seu próprio valor.
Atributos são, basicamente, a estrutura de dados que vai representar a classe.
Exemplo de atributos, usando a classe fila:
int f [100] ;
int primeiro, ultimo;

## Exemplo comXHTMLeJavaScript
```
<
html
>

<
head
>

   
<
script
 
language
=
"javascript"
>

      
function
 
alerta
(){

        
// Recuperando valores de atributos com o método "getAttribute"

		
alert
(
document
.
form
.
texto
.
getAttribute
(
"a_atrib"
));

		
document
.
form
.
texto
.
value
 
=
 
document
.
form
.
texto
.
getAttribute
(
"a_atrib"
);

		

      
}

   
</
script
>

</
head
>

<
body
>

<
form
 
name
=
"form"
>

   
<!-- Neste caso, "a_atrib" é um atributo criado pelo programador,

       e "name" é um atributo nativo do html -->

      
<
input
 
type
=
"text"
 
name
=
"texto"
 
id
=
"texto"
 
a_atrib
=
"valor de um atributo"
>

      
<
input
 
type
=
"button"
 
name
=
"bto"
 
id
=
"bto"
 
onClick
=
"alerta();"
 
value
=
"Ok"
>

</
body
>

</
form
>

</
html
>

```

## Exemplo comC#
```
public
 
class
 
Caixa
{

  
//Autor: Mateus Mesquita

  
//Data: 16 de setembro de 2011

  
//atributos de instancia, cada instancia(objeto) da classe Caixa conterá

  
//estes "valores" independentes de outra instancia(objeto)

  
int
 
altura
,
 
comprimento
,
 
largura
;

  
//atributos de classe, isto é TODAS as instancias dessa classe

  
//compatilharão estes atributos

  
//Por default em C# todas as variaveis staticas recebem o valor de

  
//0 para valores numericos, false para booleanos e null para referencias

  
static
 
int
 
quantidadeDeCaixasExistentes
;

  
//Properties que modificam o valores de instancia.

  
//Nota: Deveriam escrutinar valores invalidos como < 0

  
public
 
int
 
Altura
{

      
get
{
 
return
 
altura
;}

      
set
{
 
altura
 
=
 
value
;}

  
}

  
public
 
int
 
Largura
{

       
get
{
 
return
 
largura
;}

       
set
{
 
largura
 
=
 
value
;}

   
}

   
public
 
int
 
Comprimento
{

      
get
{
 
return
 
comprimento
;}

      
set
{
 
comprimento
 
=
 
value
;}

  
}

  
//metodo que permite acessar o valor de Quantidade de Caixas

  
//partilhado entre todas as instancias

  
public
 
static
 
int
 
getQuantidadeDeCaixas
(){

      
return
 
quantidadeDeCaixasExistentes

  
}

  
//Construtor da classe Caixa

  
public
 
Caixa
(
int
 
altura
,
 
int
 
largura
,
 
int
 
comprimento
){

        
//Quando um objeto da classe for criado,

        
//a linha seguinte incrementa o valor de caixas existentes

        
//como este valor é partilhado por todos os objetos

        
//qualquer objeto estará ciente da quantidade de caixas

        
//automaticamente, não sendo necessário incrementar o valor

        
//separadamente em todos os objetos

        
quantidadeDeCaixasExistentes
++
;

        
//faz uso das properties para setar os valores recebidos como parametros

         
Altura
 
=
 
altura
;

         
Largura
 
=
 
largura
;

        
Comprimento
 
=
 
comprimento

  
}

}

```

## Exemplo comJava
```
public
 
class
 
Endereco
{

/// pais, estado, bairro rua e cep são atributos da classe Endereco

    
protected
 
String
 
pais
;

    
protected
 
String
 
estado
;

    
protected
 
String
 
bairro
;

    
protected
 
String
 
rua
;

    
protected
 
int
 
cep
;

   
Endereco
(
String
 
p
 
,
 
String
 
e
,
 
String
 
b
,
 
String
 
r
,
 
int
 
c
){
 
// construtor da classe Endereco

           
this
.
pais
 
=
 
p
;

           
this
.
estado
 
=
 
e
;

           
this
.
bairro
 
=
 
b
;

           
this
.
rua
 
=
 
r
;

           
this
.
cep
 
=
 
c
;

   
}

/// aqui começa as definições nos métodos modificadores dos atributos da classe Endereco.

///Os métodos Set's são para colocar/alterar os valores. os get's são para acessar/retornar os valores.

   
public
 
void
  
setPais
(
String
 
p
){
  
this
.
pais
 
=
 
p
;}

   
public
 
void
  
setBairro
(
String
 
b
){
  
this
.
bairro
 
=
 
b
;}

   
public
 
void
  
setEstado
(
String
 
e
){
 
this
.
estado
 
=
 
e
;}

   
public
 
void
  
setRua
(
String
 
r
){
 
this
.
rua
 
=
 
r
;
 
}

   
public
 
void
  
setCep
(
String
 
c
){
 
this
.
rua
 
=
 
c
;
 
}

   
public
 
String
  
getPais
(){
   
return
 
this
.
pais
;
 
}

   
public
 
String
 
getBairro
(){
 
return
  
this
.
bairro
;}

   
public
 
String
  
getEstado
(){
 
return
 
this
.
estado
;
 
}

   
public
 
String
  
getRua
(){
 
return
 
this
.
rua
;
 
}

   
public
 
int
 
getCep
(){
return
 
this
.
cep
;
 
}

// aqui termina as definições

}

class
 
Pessoa
{

// a classe pessoa é composto por 3 atributos simples e um complexo(endereço)

     
Pessoa
(
String
 
n
,
 
Date
 
d
){}
 
//construtor da class

     
private
 
Date
 
dataNascimento
;
 
// atributo simples

     
private
 
String
 
nome
;
 
// atributo simples

     
protected
 
Endereco
  
adress
;
 
// // atributo complexo, pois ele é do tipo class Endereço.

    
public
 
void
 
setEnd
(
Endereco
 
end
 
){
 
this
.
adress
 
=
 
end
;}

    
public
 
Endereco
 
getEnd
(){
 
return
 
this
.
adress
;}

    
public
 
Date
 
getDataNasc
(){
 
return
 
this
.
dataNascimento
;}

    
public
 
String
 
getNome
(){
 
return
 
this
.
nome
;}

    
Public
 
static
 
void
 
main
(
String
[]
 
args
){

            
Pessoa
 
PS
 
=
 
new
 
Pessoa
(
"Meavdee"
,
 
new
 
Date
(
03
,
03
,
1983
));

	    
PS
.
setEnd
(
 
new
 
Endereco
(
"Brazil"
,
"CE"
,
"Parquelândia"
,
"Tipografo Sales"
,
1111111
));

            
System
.
out
.
println
(
"Eu moro em :"
+
PS
.
adress
.
getBairro
());

    
}

}

```